# Randomisering
Randomisering, statistisk term för slumpmässig uppdelning i två eller flera grupper, till exempel uppdelning av försökspersoner i testgrupp och kontrollgrupp vid klinisk prövning. Randomisering intar ofta en central roll i experimentell metod, särskilt inom medicin, psykologi och övrig beteendevetenskap. En viktig förkämpe för användning av randomisering i vetenskaplig metodik var den brittiske statistikern Ronald Fisher (1890-1962).
Tre argument brukar framföras för randomisering, ibland var och en för sig, ibland i kombination: 
(1) Randomisering gör att slumpmässighetsvillkor är uppfyllda så att statistisk hypotesprövning är tillåten.
(2) Randomisering kontrollerar för okända faktorer som skulle kunna snedvrida studiens resultat.
(3) Randomisering kan bidra till att göra studien blind.
Alla tre argumenten ifrågasätts av bayesianer, men den dominerande åsikten inom vetenskapssamfundet är att randomisering är en god sak. Inom till exempel evidensbaserad medicin hålls stora och välgjorda randomiserade studier högt.
Randomisering är ej identisk med slumpmässigt urval. Ett slumpmässigt urval kan göras ur någon population för att över huvud taget få tag i försökspersoner (eller motsvarande). Randomisering däremot genomförs när man redan har fått tillgång till försökspersonerna. Företeelserna är ändå nära besläktade, genom att randomisering kan sägas förse test- och kontrollgrupp med slumpmässiga urval ur den försökspopulation som man redan tidigare rekryterat på slumpmässig eller icke-slumpmässig väg.
Välgjorda randomiserade studier anses ge ett bättre skydd mot systematiska fel än andra forskningsmetoder och därmed medföra mindre risk för snedvridna resultat, men en svaghet i medicinsk forskning är att randomiserade studier ibland gäller ett snävt urval av försöksdeltagare. Jämfört med deltagare i studierna har patienter i vården oftare flera hälsoproblem samtidigt, annan ålder och sämre prognos. Det har diskuterats om behandlingsresultat som ses i randomiserade studier kan justeras med statistiska metoder för att bli mer representativa för resultat i en bredare population.